# پی.ال. نارایانا
پی. ال. نارایانا (انگلیسی: P. L. Narayana؛ ۱۰ سپتامبر ۱۹۳۵ – ۳ نوامبر ۱۹۹۸) هنرپیشه اهل هند بود.
از فیلم‌ها یا برنامه‌های تلویزیونی که وی در آن نقش داشته‌است می‌توان به امروز هند، تصویر صحبت، تاریخی دیگر، سارق، شوهر باهوش و دوتا اشاره کرد.
وی همچنین برندهٔ جوایزی همچون جایزه ملی فیلم بهترین بازیگر نقش مکمل مرد شده‌است.